# Прокляття золотої квітки
«Прокляття золотої квітки» (кит.: 满城尽带黄金甲; піньїнь: Mǎnchéng Jìndài Huángjīnjiǎ, букв. «Коли золоті обладунки покрили ціле місто») — китайський кінофільм, знятий у 2006 році режисером Чжаном Імоу.
З бюджетом у 45 мільйонів доларів США, цей фільм був на момент його випуску найдорожчим китайським фільмом. Він був запропонований як кандидата від КНР на премію «Оскар» за найкращий фільм іноземною мовою у 2006 році, але на фінальному етапі конкурсу в цій категорії номінований не був, а отримав номінацію за найкращий дизайн костюмів.
Фільм описує події при імператорському палаці в Китаї X століття. Повернувшись із військового походу, імператор дізнається, що проти нього готується змова. Серед підозрюваних його дружина, троє синів, лікар і його дочка.

## Зміст
Імператор повертається з військового походу до столиці, Нанкіна, напередодні свята двох дев'яток. Водночас повертається із заслання його середній син Цзе. Імператор знає, що імператриця мала роман із його старшим сином, кронпринцем Ванем, народженим від попередньої дружини імператора. Проте імператор хоче зберегти гарний образ родини, що збереться в повному складі вперше за кілька років. У той же час кронпринц Вань мав роман із Цзян Чань, дочкою імператорського лікаря. Вань планує відмовитися від права на успадкування трону, щоб утекти з Цзян Чань. Прибуття Цзе він пояснює як намір батька передати спадкоємство йому.
За наказом імператора імператриця повинна приймати ліки, змішані з чаєм, але вона не хоче цього робити. Імператор примушує своїх синів просити її випити ще. Принц Джай зауважує погіршення здоров'я своєї матері та збентежений її раптовим інтересом до золотих хризантем. Імператриця пояснює, що знає - у чай, який вона п’є, за наказом чоловіка додають отруту. Проте вона планує повстання, щоб повалити імператора до того, як помре. Принц Цзе погоджується очолити повстання.
Імператриця наймає таємничу жінку, щоб дізнатися, яку саме отруту їй дають. Жінка розповідає про чорний гриб і відмовляється від винагороди, бажаючи аби лише імператриця вбила свого чоловіка. Потім таємнича жінка нападає на принца Ваня, але той перемагає її иа доставляє до імператора. Ця жінка — Цзян Ши, дружина імператорського лікаря, яка вважалася мертвою. Імператор несподівано вирішує помилувати її та дати лікарю титул губернатора Сучжоу, бо виявляється, що вона - його перша дружина.
Коли Вань зустрічається з Цзян Чань, щоб попрощатися, вона повідомляє йому, що імператриця наказала зробити 10 000 шарфів із символами золотих квітів. Імператриця пояснює йому, що шарфи позначатимуть повстанців. Збентежений тим, що його мати хоче повалити імператора, принц Вань робить спробу самогубства, але виживає.
По дорозі до Сучжоу почт імператорського лікаря зраджує його, в результаті чого той гине. Цзян Ши та Цзян Чань тікають назад до Нанкіна та хочуть пояснень від імператора. Імператриця, що підлаштувала це, пояснює Цзян Чань, що Цзян Ши була першою дружиною імператора та матір’ю кронпринца Ваня. Цзян Чань жахається цієї новини й тікає з палацу. Цзян Ши та Цзян Чань згодом убивають підіслані вбивці.
У цей час третій син, принц Юй, раптово вбиває кронпринца Ваня та демонструє, що знає таємниці імператора й імператриці. Викликавши групу власних солдатів, принц Юй вимагає від імператора зректися престолу та заповісти йому владу. Проте вриваються охоронці імператора та легко перемагають солдатів Юя. Імператор забиває Юя до смерті поясом.
Тим часом палац оточують 10 000 солдатів, яких очолює принц Цзе. Вони долають охорону та просуваються на внутрішню площу палацу, нищачи квітник з золотими хризантемами, призначеними для свята. Проте надходить резервна армія імператора і вщент розбиває повстанців; виживає тільки принц Цзе, якого беруть у полон. Слуги імператора швидко усувають усі сліди повстання так, ніби його й не було. Опівночі за розкладом починається свято двох дев'яток.
За столом імператор висловлює розчарування принцем Цзе, якого бачив своїм спадкоємцем. Принц каже, що повстав не заради трону, а заради своєї матері. Імператор пропонує йому помилування в обмін на допомогу в отруєнні імператриці. Принц Цзе відмовляється і перерізає собі горло. Його кров виливається до чашки отруєного чаю. Нажахана імператриця виливає чай. Отрута роз’їдає стіл із зображенням золотої хризантеми.

## Ролі
| Актор         | Роль                                                                    |
| ------------- | ----------------------------------------------------------------------- |
| Чоу Юн-Фат    | імператор Пін                                                           |
| Гун Лі        | імператриця Лян                                                         |
| Чжоу Цзелунь  | принц Цзе                                                               |
| Лю Є          | наслідний принц Вань                                                    |
| Цинь Цзюньцзе | принц Юй                                                                |
| Ні Дахун      | імператорський лікар, пізніше губернатор Сюйцзюя і командувач колісниць |
| Чень Цзінь    | дружина лікаря                                                          |
| Лі Мань       | Цзян Чань (дочка лікаря)                                                |

## Нагороди
- Costume Designers Guild Awards — приз за прекрасні костюми відповідного історичного періоду.